# Program Ranger

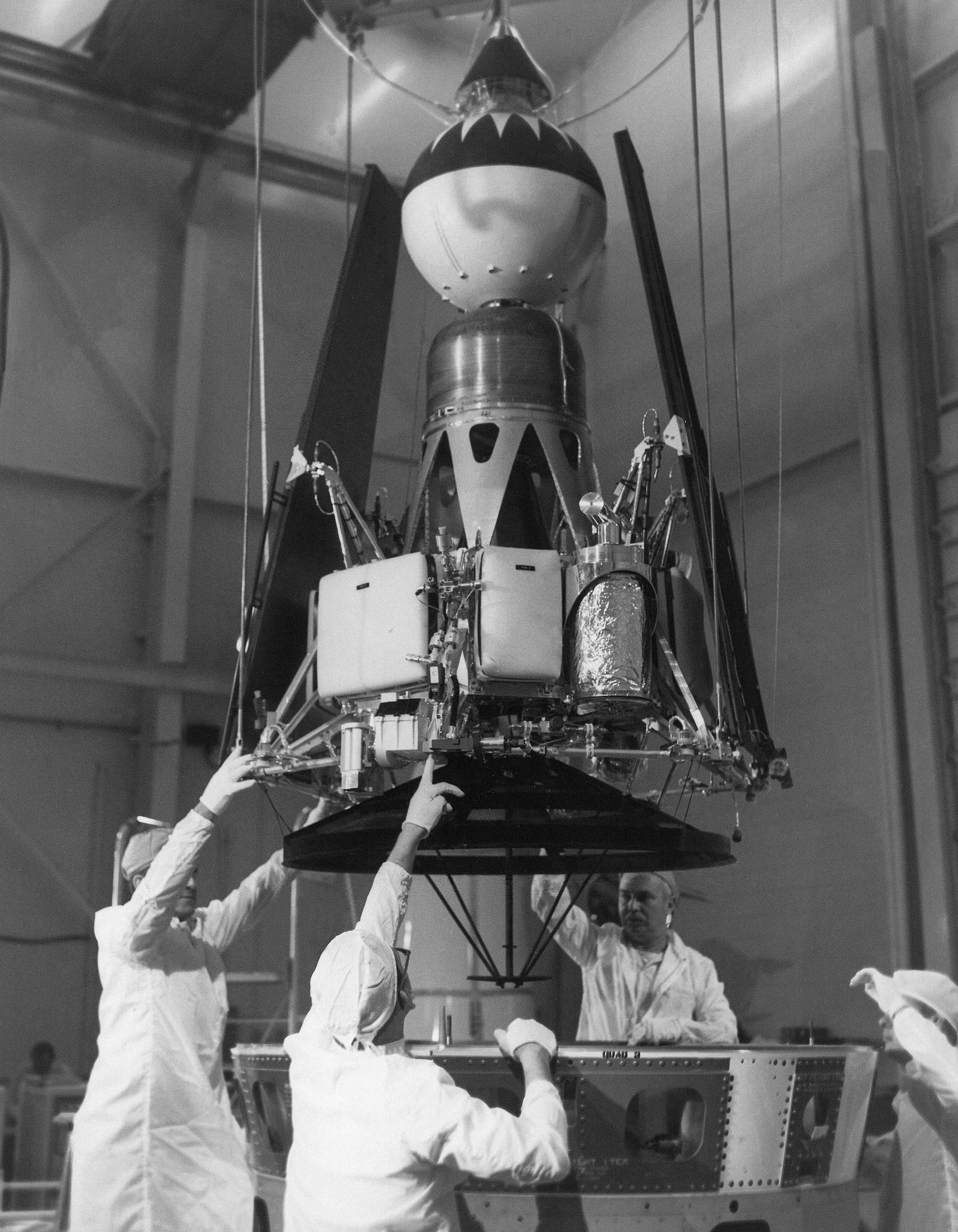
Satelita Ranger IV

Program Ranger – seria amerykańskich bezzałogowych sond kosmicznych mających wykonać i przesłać na Ziemię zdjęcia Księżyca z małej odległości, przed uderzeniem w jego powierzchnie, oraz wykonać badania i testy inżynieryjno-technologiczne wielu podzespołów potrzebnym do lotów na Księżyc.
Program Ranger był częścią, przygotowanego przez NASA, kompleksowego programu badań Księżyca. Sondy Ranger były poprzedniczkami sond księżycowych Surveyor.
Łączny koszt prac naukowych, badawczo-rozwojowych, budowy, wynoszenia na orbitę oraz obsługi całej serii wyniósł w przybliżeniu 170 mln dolarów.
Na program składały się trzy rodzaje statków, nazywane Block 1, 2 i 3.

## Seria Block 3
Statek składał się z sześciobocznej podstawy o przekątnej 1,5 m, w którym zamontowany był napęd i układy zasilania. Na niej tkwiła stożkowa wieża z kamerami telewizyjnymi. Dwa panele słoneczne (o wymiarach 0,739×1,537 m każdy) rozmieszczone były na przeciwnych bokach podstawy. Po rozłożeniu miały 4,6 m długości. Do postawy przytwierdzona była także antena dużego zysku. Cylindryczne anteny dookólne umocowane były na szczycie wieży. Całkowita wysokość statku wynosiła 3,6 m.

### Napęd i zasilanie
Napędem do zmiany trajektorii był silnik hydrazynowy o ciągu 224 N z czterema dyszami do kontroli wektora prędkości. Orientację i położenie sondy w przestrzeni zmieniano 12 silniczkami na azot sprzężonymi z 3 żyroskopami, 6 czujnikami Słońca (2 pomocnicze) i 1 czujnikiem Ziemi.
Energię elektryczną dostarczało 9792 krzemowych ogniw słonecznych na dwóch panelach, o łącznej powierzchni 2,3 m². Wytwarzały one 200 W energii.
Zasilanie kamer odbywało się z dwóch akumulatorów AgZnO o pojemności 1,2 kWh i napięciu 26,5 V. Pozwalały one na 9 godzinną pracę obu kanałów telewizyjnych. Pozostałe urządzenia pokładowe zasilały dwa akumulatory AgZnO o pojemności 1 kWh.

### Komunikacja
Komunikację utrzymywano za pomocą kierunkowej anteny dużego zysku i anteny dookólne. Statek posiadał dwa nadajniki i jeden transponder:
- 60 watowy pracujący na częstotliwości 959,52 MHz; kanał F; obraz z kamer szerokokątnych
- 60 watowy pracujący na częstotliwości 960,52 MHz; kanał P; obraz z kamer wąskokątnych
- transponder o mocy 3W pracujący na częstotliwości 960,58 MHz.

## Lista misji
Misje trzech z dziewięciu Rangerów (7, 8, 9) powiodły się. Rangery 1 do 5 miały problemy uniemożliwiające udane zakończenie misji: w misjach Ranger 1 i 2 zawiodły rakiety nośne, Rangery 3 i 5 minęły Księżyc wchodząc na orbity heliocentryczne. Ranger 4 rozbił się na ciemnej stronie Księżyca i nie przekazał żadnych danych.
- Misje Bloku 1
  - Ranger 1, wystrzelony 23 sierpnia 1961, sonda prototypowa; lot zakończył się niepowodzeniem; wskutek defektu stopnia Agena B rakiety nośnej. Sonda pozostała na niskiej orbicie wokółziemskiej i po tygodniu spłonęła w gęstych warstwach atmosfery. Udało zrealizować się część z celów inżynierskich misji
  - Ranger 2, wystrzelony 18 listopada 1961, sonda prototypowa; lot zakończył się niepowodzeniem, wskutek defektu stopnia rakiety Agena B
- Misje Bloku 2
  - Ranger 3, wystrzelony 26 stycznia 1962, sonda księżycowa; lot zakończył się niepowodzeniem z powodu defektów technicznych, sonda minęła Księżyc
  - Ranger 4, wystrzelony 23 kwietnia 1962, sonda księżycowa; lot zakończył się niepowodzeniem z powodu defektów technicznych, sonda rozbiła się o Księżyc
  - Ranger 5, wystrzelony 18 października 1962, sonda księżycowa; lot zakończył się niepowodzeniem z powodu defektów technicznych, sonda minęła Księżyc
- Misje Bloku 3
  - Ranger 6, wystrzelony 30 stycznia 1964, sonda księżycowa; awaria kamer (nie można było odebrać żadnych obrazów), sonda rozbiła się o Księżyc
  - Ranger 7
    - Wystrzelony 28 lipca 1964; pierwsza udana misja; zarejestrowanie i przesłanie ponad 4300 obrazów Księżyca bardzo dobrej jakości
    - Zderzenie z Księżycem 31 lipca 1964 o 13:25:49 UT
    - Szerokość geograficzna: 10.35 S, długość geograficzna: 339.42 E – Mare Cognitum

  - Ranger 8
    - Wystrzelony 17 lutego 1965; misja udana; zarejestrowanie i przesłanie ok. 7000 obrazów Księżyca bardzo dobrej jakości
    - Zderzenie z Księżycem 20 lutego 1965 o 09:57:37 UT
    - Szerokość geograficzna: 2.67 N, długość geograficzna: 24.65 E – Mare Tranquillitatis

  - Ranger 9
    - Wystrzelony 21 marca 1965; udana misja; zarejestrowanie i przesłanie 5814 obrazów Księżyca
    - Zderzenie z Księżycem 24 marca 1965 o 14:08:20 UT
    - Szerokość geograficzna: 12.83 S, długość geograficzna: 357.63 E – krater Alphonsus